# Řízení nalézací
Řízení nalézací je druhem civilního procesu, který vede k rozhodnutí, jímž soud buď zjišťuje, co je právem, anebo právo (ve smyslu právního vztahu a jeho komponent) vytváří. Souhrnně to lze označit za nalézání práva, avšak termín nalézání není jednoznačný, v historii spočívalo nalézání práva v tvorbě precedentů, v našem právním řádu není rozhodnutí soudu za pramen práva obecně považováno – není nalézání práva v obecné poloze, ale stanovení právního posouzení jednotlivých případů – z povahy věci vyplývá, že přitom dochází k určité konkretizaci právní normy, a to pak může mít vliv na budoucí případy, není to tedy tvorba práva, ale jen jeho dotváření. 
V nalézacím řízení vydá soud autoritativní rozhodnutí, které lze vykonat prostřednictvím řízení vykonávacího (exekučního) - vlastní výkon práva není předmětem nalézacího řízení. Musí od sebe být procesně odděleno to, co je právem, od jeho přímého výkonu či donucení k němu. Toto je koncepčně jeden z požadavků podle čl. 36 odst. 1 LZPS.
Výjimku tvoří insolvenční řízení, kde dochází k přímému výkonu práva, aniž by bylo nutné, aby předtím proběhl proces, končící pravomocným odsuzujícím rozsudkem – představuje výjimku ze zásady, proto nesmí použití být rozšiřováno mimo případy úpadku.
Nalézací řízení můžeme dělit na sporné řízení a nesporné řízení.